# Penn Zero: Part-Time Hero
Penn Zero: Part-Time Hero (Brasil: Penn Zero: Quase Herói ) é uma série de desenho animado estado-unidense produzida pela Disney Television Animation para o canal Disney XD. O canal encomendou a produção da série em 16 de outubro de 2013. Jared Bush, o cocriador da série também escreveu o filme Zootopia do estúdio Walt Disney Animation Studios.
Nos Estados Unidos a série teve uma prévia em 5 de dezembro de 2014, seguida pela estreia oficial que aconteceu em 13 de fevereiro de 2015. No Brasil a série estreou em 27 de julho de 2015, também no canal Disney XD.
Em 22 de abril de 2015, a série foi renovada para uma segunda temporada.

## Enredo
A série narra as aventuras de Penn Zero, que inesperadamente herda o trabalho de seus pais: tornando-se um quase herói. Penn deve zappear em várias dimensões para assumir o papel do herói nesse mundo e salvar o dia em seu lugar. Com a ajuda de seus amigos, Boone, o quase Conselheiro, e Sashi, a quase Parceira, devem enfrentar Rippen, um quase vilão e professor de arte de Penn e seu capanga Larry, o diretor da escola de Penn.

## Elenco de vozes

### Nos Estados Unidos
- Thomas Middleditch como Penn Zero
- Adam DeVine como Boone Wiseman
- Tania Gunadi como Sashi Kobayashi
- Sam Levine como Phyllis e Phil
- Alfred Molina como Rippen
- Larry Wilmore como Diretor Larry
- Lea Thompson como Vonnie Zero
- Gary Cole como Brock Zero
- Rosie Pérez como Tia Rose
- Lenny Venito como Tio Chuck
- George Takei como Sylvester Kobayashi
- Lauren Tom como Yancie Kobayashi

### No Brasil
- Fábio Lucindo (1ª voz) / Vagner Fagundes (2ª voz) como Penn Zero
- César Marchetti como Boone Wiseman
- Samira Fernandes como Sashi Kobayashi
- Luiz Laffey como Rippen
- Márcio Araújo como Larry
- Ivo Roberto como Phyllis
- Marco Aurélio Campos como Homem do Leite

Créditos da dublagem brasileira
- Estúdio: TV Group Digital Brasil
- Direção: Thiago Longo
- Tradução: Gustavo Samesima
- Direção musical: Nandu Valverde

## Episódios
| Temporada | Temporada | Episódios | Exibição original     | Exibição original    | Exibição no Brasil    | Exibição no Brasil      |
| Temporada | Temporada | Episódios | Estreia de temporada  | Final de temporada   | Estreia de temporada  | Final de temporada      |
| --------- | --------- | --------- | --------------------- | -------------------- | --------------------- | ----------------------- |
|           | 1         | 21        | 5 de dezembro de 2014 | 1 de outubro de 2015 | 27 de julho de 2015   | 17 de fevereiro de 2016 |
|           | 2         | 14        | 10 de Julho de 2017   | 28 de Julho de 2017  | 23 de Outubro de 2017 | 9 de Novembro de 2017   |

### 1ª Temporada (2014-2015)
| # | Título                                                           | Dirigido por                    | Escrito por                                                | Exibição original                                                                               | Código de produção | Audiência (em milhões) |
| --- | ---------------------------------------------------------------- | ------------------------------- | ---------------------------------------------------------- | ----------------------------------------------------------------------------------------------- | ------------------ | ---------------------- |
| 1 | "Missão Pólo Norte (BR)" "North Pole Down"                       | Adam Henry & Tom De Rosier      | História: Jared Bush & Sam Levine Televisão: Jeff Poliquin | 5 de dezembro de 2014 30 de julho de 2015                                                       | 104                | N/A                    |
| Penn não quer celebrar o Natal, porque seus pais não vai estar lá. No entanto, ele é enviado para o Pólo Norte para o preenchimento de Papai Noel para salvar o Natal. |                                                                  |                                 |                                                            |                                                                                                 |                    |                        |
| 2a | "Frango ou Peixe? (BR)" "Chicken or Fish?"                       | Chuckles Austen                 | Jared Bush & Sam Levine                                    | 13 de fevereiro de 2015 28 de julho de 2015                                                     | 102                | 2.91                   |
| Penn, Boone, e Sashi são eletrocutados em um mundo subaquático para salvar uma sociedade de pessoas de peixes, mas a sua missão se complica quando Penn descobre que Boone tem medo de água. |                                                                  |                                 |                                                            |                                                                                                 |                    |                        |
| 2b | "O Velho Velho Oeste (BR)" "The Old Old West"                    | Adam Henry                      | Jared Bush & Sam Levine                                    | 13 de fevereiro de 2015 28 de julho de 2015                                                     | 102                | 2.91                   |
| Quando Penn e sua equipe estão eletrocutados em um mundo de velho oeste onde os vaqueiros montam dinossauros, o xerife da cidade se junta a eles em sua missão para provar que eles ainda tem o que precisam. |                                                                  |                                 |                                                            |                                                                                                 |                    |                        |
| 3a | "Bebêcalipse (BR)" "Babypocalypse"                               | Tom De Rosier                   | Kenny Byerly                                               | 14 de fevereiro de 2015 29 de julho de 2015                                                     | 103                | 0.62                   |
| Penn, Boone, e Sashi são eletrocutados em um mundo de animais empalhados para salvar o prefeito da cidade de bebês gigantes. |                                                                  |                                 |                                                            |                                                                                                 |                    |                        |
| 3b | "Essa Menina Morada (BR)" "That Purple Girl"                     | Chuckles Austen                 | Julia Miranda                                              | 14 de fevereiro de 2015 29 de julho de 2015                                                     | 103                | 0.62                   |
| A amizade de Penn e Boone é posta à prova quando ambos partem para escoltarem uma linda princesa alienígena de volta à sua tribo na selva. |                                                                  |                                 |                                                            |                                                                                                 |                    |                        |
| 4a | "Eu sou Super! (BR)" "I'm Super!"                                | Adam Henry                      | Jase Ricci                                                 | 15 de fevereiro de 2015 25 de julho de 2015 (pré-estreia) 27 de julho de 2015 (estreia oficial) | 101                | 0.53                   |
| Quando Penn, Boone, e Sashi são eletrocutados em um mundo onde toda a gente tem superpoderes, Penn aprende que você não tem que ter superpoderes para ser um herói. |                                                                  |                                 |                                                            |                                                                                                 |                    |                        |
| 4b | "Rápido e Pulgoso (BR)" "The Fast and the Floor Rugs"            | Tom De Rosier                   | Jared Bush & Sam Levine                                    | 15 de fevereiro de 2015 11 de julho de 2015                                                     | 101                | 0.53                   |
| Depois de Penn e sua equipe serem eletrocutados em um mundo deserto cheio de tapetes voadores, Penn começa a questionar as habilidades de Boone como homem sábio da equipe. |                                                                  |                                 |                                                            |                                                                                                 |                    |                        |
| 5a | "Cérebrogueres (BR)" "Brainzburgerz"                             | Chuckles Austen                 | História: Jared Bush & Sam Levine Televisão: Jase Ricci    | 16 de fevereiro de 2015 31 de julho de 2015                                                     | 105                | 0.69                   |
| Exaustos das missões recentes, Penn é aliviado quando ele é atingido em um trabalho aparentemente normal como um empregado de uma praça de alimentação em um shopping, mas verifica-se que Penn e sua equipe estão em um mundo alternativo onde um o apocalipse zumbi está ocorrendo. |                                                                  |                                 |                                                            |                                                                                                 |                    |                        |
| 5b | "Cidade Risos (BR)" "Chuckle City"                               | Adam Henry                      | História: Jared Bush & Sam Levine Televisão: Kenny Byerly  | 16 de fevereiro de 2015 31 de julho de 2015                                                     | 105                | 0.69                   |
| Quando Penn, Boone, e Sashi são eletrocutados em um mundo clown como policiais palhaços, Sashi deve bater em seu lado parvo para salvar a missão. |                                                                  |                                 |                                                            |                                                                                                 |                    |                        |
| 6a | "Flurgle Burgle (BR)" "Flurgle Burgle"                           | Tom De Rosier                   | História: Jared Bush & Sam Levine Televisão: Kenny Byerly  | 23 de fevereiro de 2015 3 de agosto de 2015                                                     | 106                | 0.69                   |
| Penn torna-se preocupado com o fato de Sashi assumir seu papel como ajudante muito a sério. Enquanto isso, ele e sua equipe são eletrocutados em um novo mundo como heróis da nave espacial para salvar uma nave da destruição, mas a missão é complicada quando Sashi transforma acidentalmente Penn em um animal do espaço estranho. |                                                                  |                                 |                                                            |                                                                                                 |                    |                        |
| 6b | "O Idol do Banheiro (BR)" "Temple of the Porcelain God"          | Chuckles Austen                 | Kenny Byerly                                               | 23 de fevereiro de 2015 3 de agosto de 2015                                                     | 106                | 0.69                   |
| Penn e sua equipe assistem a um play-back da missão recém-concluída de Phyllis em que eles eram exploradores em uma corrida contra o tempo para retornar um ídolo para um templo enquanto está sendo perseguido por Rippen e um vaso sanitário gigante devorador de homens. |                                                                  |                                 |                                                            |                                                                                                 |                    |                        |
| 7a | "O Trial pela Terra (BR)" "Defending the Earth"                  | Adam Henry                      | Jeff Poliquin                                              | 16 de março de 2015 4 de agosto de 2015                                                         | 107                | 0.47                   |
| Quando a equipe é atingida em um mundo alternativo onde Penn é presidente, Sashi é uma general, e Boone é um juiz da Suprema Corte, Boone encontra-se no game show mais popular na galáxia onde ele deve defender seu caso e competir contra Rippen em um concurso ultrajante que irá determinar o destino da Terra. No entanto, Boone tem medo de falar em público.                                                                         |                                                                  |                                 |                                                            |                                                                                                 |                    |                        |
| 7b | "Número Um, Número Dois (BR)" "Number One, Number Two"           | Tom De Rosier                   | Paiman Kalayeh                                             | 16 de março de 2015 4 de agosto de 2015                                                         | 107                | 0.47                   |
| Em um mundo medieval, Rippen detém tryouts para substituir Larry como seu número dois, e Penn se disfarça como Rippen como seu novo servo para encontrar ouro roubado em uma aldeia. |                                                                  |                                 |                                                            |                                                                                                 |                    |                        |
| 8a | "3 Grandes Problemas (BR)" "3 Big Problems"                      | Chuckles Austen                 | Kevin Hylton & Mike Winn                                   | 23 de março de 2015 5 de agosto de 2015                                                         | 108                | 0.39                   |
| Penn e sua equipe estão eletrocutados em um mundo onde eles são enormes monstros ainda mal compreendidos. Eles devem convencer a presidente humana de uma cidade vizinha em uma ilha que os monstros dizem ser maus. |                                                                  |                                 |                                                            |                                                                                                 |                    |                        |
| 8b | "O Leiteiro Iníquos (BR)" "Cereal Criminals"                     | Adam Henry                      | Kenny Byerly                                               | 23 de março de 2015 5 de agosto de 2015                                                         | 108                | 0.39                   |
| Em um mundo onde todo mundo é um mascote de cereais e cereais são cultivados em fazendas, Penn procura a ajuda de um Rippen preso para pegar o homem de leite, um vilão que ameaça inundar todas as culturas de cereais com leite, transformando-os em encharcados. |                                                                  |                                 |                                                            |                                                                                                 |                    |                        |
| 9a | "Eu Ainda Estou Super (BR)" "I'm Still Super"                    | Tom De Rosier                   | Jase Ricci                                                 | 6 de abril de 2015 6 de agosto de 2015                                                          | 109                | 0.68                   |
| Penn, Boone, e Sashi são eletrocutados de volta ao mundo super-herói para ajudar o Super Capitão a derrotar seu irmão gêmeo, o Mau Professor, que transformou todos os super-heróis em malvados. |                                                                  |                                 |                                                            |                                                                                                 |                    |                        |
| 9b | "Bolas! (BR)" "Balls!"                                           | Chuckles Austen                 | Jeff Poliquin                                              | 6 de abril de 2015 6 de agosto de 2015                                                          | 109                | 0.68                   |
| Preocupado com suas habilidades como um líder, Penn e sua equipe estão eletrocutados em um mundo onde eles são bolas de esportes para ensinar as outras bolas a se defender de seus inimigos. |                                                                  |                                 |                                                            |                                                                                                 |                    |                        |
| 10a | "A Princesa Mais Bela (BR)" "The Princess Most Fair"             | Tom De Rosier                   | Jase Ricci                                                 | 27 de abril de 2015 7 de agosto de 2015                                                         | 110                | 0.36                   |
| A equipe Zaps em um universo de conto de fadas musical onde todos cantam quando falam. Penn é uma princesa, Sashi é um cavaleiro, e Boone é uma fada madrinha. Durante sua missão para salvar a rainha de ser transformada em pedra, os seus verdadeiros sentimentos saem em letra de música. |                                                                  |                                 |                                                            |                                                                                                 |                    |                        |
| 10b | "Larry, Eu Amo os Supremos (BR)" "Hail Larry"                    | Adam Henry                      | Paiman Kalayeh                                             | 27 de abril de 2015 7 de agosto de 2015                                                         | 110                | 0.36                   |
| Larry se torna um vilão agindo a tempo parcial como ele substitui o Ripen doente. A missão da equipe é ameaçada quando Penn tem pena de Larry. |                                                                  |                                 |                                                            |                                                                                                 |                    |                        |
| 11a | "A Vida Colorida (BR)" "It's a Colorful Life"                    | Chuckles Austen                 | Elizabeth Rinehart                                         | 1 de junho de 2015 10 de agosto de 2015                                                         | 111                | 0.35                   |
| Quando Penn e sua equipe estão eletrocutados em um mundo onde os tons coloridos e as drabas cinzentas estão em uma briga, eles devem parar Rippen de destruir as rochas do arco-íris, que fornecem as cores do mundo. |                                                                  |                                 |                                                            |                                                                                                 |                    |                        |
| 11b | "A Mansão de Larry (BR)" "Larry Manor"                           | Adam Henry                      | Jase Ricci                                                 | 1 de junho de 2015 10 de agosto de 2015                                                         | 111                | 0.35                   |
| Dimensão Zapping é suspensa quando o poder sai em todo o bloco, por isso Larry convida Rippen, Penn, Boone, e Sashi a sua mansão. Quando fica faltando a xícara de elefante de Larry, Penn e Rippen competem para ver quem consegue encontrá-lo primeiro. Enquanto isso, quando o poder retorna, Phyllis e Phil batalham entre si em outra dimensão.                                                                                         |                                                                  |                                 |                                                            |                                                                                                 |                    |                        |
| 12a | "Lady Starmau (BR)" "Lady Starblaster"                           | Tom De Rosier                   | Jeff Poliquin                                              | 8 de junho de 2015 11 de agosto de 2015                                                         | 112                | 0.46                   |
| Rippen se apaixona por um bandido chamado Lady Starmau. |                                                                  |                                 |                                                            |                                                                                                 |                    |                        |
| 12b | "Âmbar (BR)" "Amber"                                             | Adam Henry                      | Paiman Kalayeh                                             | 8 de junho de 2015 11 de agosto de 2015                                                         | 112                | 0.46                   |
| Penn e o retorno da equipe para o mundo do velho oeste de obter a ajuda do Sheriff Scaley Briggs para parar Rippen e filha Briggs 'Âmbar de farfalhar Cow-o-saurs. |                                                                  |                                 |                                                            |                                                                                                 |                    |                        |
| 13a | "Aventura Interior (BR)" "Totally Into Your Body"                | Chuckles Austin                 | Chad Drew                                                  | 22 de junho de 2015 12 de agosto de 2015                                                        | 113                | 0.42                   |
| Depois de Boone enganar ao redor na plataforma, ele e Penn fazem papéis de Swap Zapping, enquanto Boone assume o papel de herói para a sua missão. Boone e Sashi são um grupo da ciência que tinham sido encolhidos para curar Penn, um paciente infectado, por injecção com o medicamento a partir do interior. Enquanto isso, Rippen e Larry também estão dentro do corpo de Penn e estão tentando parar a equipe de completar sua missão. |                                                                  |                                 |                                                            |                                                                                                 |                    |                        |
| 13b | "Peixe e Batatas Fritas (BR)" "Fish and Chips"                   | Adam Henry                      | Jase Ricci                                                 | 22 de junho de 2015 12 de agosto de 2015                                                        | 113                | 0.42                   |
| Quando Penn, Boone, e Sashi retornam ao mundo subaquático, Penn questiona a importância de sua missão para encontrar um peixe real impopular chamado Rufus. |                                                                  |                                 |                                                            |                                                                                                 |                    |                        |
| 14 | "O Efeito Dominó (BR)" "The Ripple Effect"                       | Chuckles Austin e Adam Henry    | História: Jared Bush Televisão: Jeff Poliquin              | 6 de julho de 2015 13 de agosto de 2015                                                         | 114                | 0.39                   |
| Quando Penn descobre que Phyllis está tentando localizar o mais perigoso mundo imaginável para trazer seus pais de volta para Middleburg, ele leva o assunto em suas próprias mãos e tenta dar um tiro na dimensão para resgatá-los. Infelizmente, Penn acidentalmente zarpa no Least Dangerous World Imaginable, o que leva a resultados catastróficos.                                                                                     |                                                                  |                                 |                                                            |                                                                                                 |                    |                        |
| 15a | "Um Dos Dragões (BR)" "Where Dragons Dare"                       | Chuckles Austin                 | Shane Morris                                               | 20 de julho de 2015 5 de outubro de 2015                                                        | 115                | 0.47                   |
| Quando as equipes zarpam em um mundo como dragões, Penn deve superar seu ciúme do popular companheiro cadente para completar sua missão e terminar no topo da sua classe em Wingfire Academy. |                                                                  |                                 |                                                            |                                                                                                 |                    |                        |
| 15b | "Rip-Penn (BR)" "Rip-Penn"                                       | Tom De Rosier                   | História: Jeff Poliquin Televisão: Jase Ricci              | 20 de julho de 2015 6 de outubro de 2015                                                        | 115                | 0.47                   |
| Enquanto entram em um mundo de Londres vitoriana, Penn bebe acidentalmente uma poção que o transforma em um monstro Rippen sempre que ele perde a paciência. |                                                                  |                                 |                                                            |                                                                                                 |                    |                        |
| 16a | "As 500 Milhas da Cidade Risos (BR)" "Chuckle City 500"          | Tom De Rosier                   | Paiman Kalayeh                                             | 10 de agosto de 2015 7 de outubro de 2015                                                       | 116                | 0.45                   |
| Penn, Sashi e Boone voltam a cidade do riso para competirem em uma corrida de rua em estilo clown que determina quem será o próximo prefeito. |                                                                  |                                 |                                                            |                                                                                                 |                    |                        |
| 16b | "Rock'n Roll (BR)" "Rock and Roll"                               | Tom De Rosier                   | Shane Morris                                               | 10 de agosto de 2015 8 de outubro de 2015                                                       | 116                | 0.45                   |
| Penn está animado para ser um super agente espião, mas quando ele descobre que ele é, na verdade, um espião homens das cavernas com o menor tech gadgets que se possa imaginar, sua atitude azeda sobre a situação põe em risco a missão. |                                                                  |                                 |                                                            |                                                                                                 |                    |                        |
| 17a | "Plantywood: Cidade de a Flora (BR)" "Plantywood: City of Flora" | Chuckles Austin                 | Paiman Kalayeh                                             | 17 de agosto de 2015 9 de outubro de 2015                                                       | 117                | 0.45                   |
| Em um mundo onde todo mundo é uma planta, Detetive Privado Penn está animado para desvendar um mistério de torcida. |                                                                  |                                 |                                                            |                                                                                                 |                    |                        |
| 17b | "O Aprendiz de Boone (BR)" "Boone's Apprentice"                  | Adam Henry                      | Jase Ricci                                                 | 17 de agosto de 2015 21 de dezembro de 2015                                                     | 117                | 0.45                   |
| A equipe é atingido em um bárbaro de animais e assistentes do mundo onde Boone tem a tarefa de conjurar um feitiço mágico para parar Rippen. |                                                                  |                                 |                                                            |                                                                                                 |                    |                        |
| 18a | "A PCQ (BR)" "The QPC"                                           | Tom De Rosier                   | Jase Ricci e Paiman Kalayeh                                | 28 de setembro de 2015 22 de dezembro de 2015                                                   | 118                | N/A                    |
| Tio Chuck e tia Rose devem provar que eles têm um lado heróico, depois de quebrarem o Poder Converter Quadrithium (PCQ), uma parte essencial da máquina que faz Penn zarpar de volta a outros mundos, antes de seu sobrinho ficar perdido para sempre. |                                                                  |                                 |                                                            |                                                                                                 |                    |                        |
| 18b | "Shirley B. Incríveis (BR)" "Shirley B. Awesome"                 | Chuckles Austen                 | Adam Stein                                                 | 28 de setembro de 2015 23 de dezembro de 2015                                                   | 118                | N/A                    |
| Penn, Boone, e Sashi são eletrocutados em um mundo no quintal onde eles são figuras de ação militar e Sashi encontra seu herói, General Shirley B. Incríveis. |                                                                  |                                 |                                                            |                                                                                                 |                    |                        |
| 19a | "Maciça Morphy Mesclar Mechs (BR)" "Massive Morphy Merge Mechs"  | Chuckles Austen                 | Sam Levine                                                 | 29 de setembro de 2015 15 de fevereiro de 2016                                                  | 120                | N/A                    |
| Penn, Boone, Sashi, Rippen e Larry precisam descobrir como trabalhar juntos quando eles se fundem como robôs metamorfoseados como gigantes, lutando pelo controle de um planeta alienígena. |                                                                  |                                 |                                                            |                                                                                                 |                    |                        |
| 19b | "Ultrahiperbola (BR)" "Ultrahyperball"                           | Adam Henry                      | Thomas Middleditch                                         | 29 de setembro de 2015 16 de fevereiro de 2016                                                  | 120                | N/A                    |
| Quando o destino de dois planetas alienígenas estão vinculado ao resultado de um evento esportivo, Penn encontra uma brecha no jogo e tem que convencer os dois treinadores opostos a admitirem o seu amor um pelo outro, a fim de salvar os dois planetas. |                                                                  |                                 |                                                            |                                                                                                 |                    |                        |
| 20 | "A Primeira Missão (BR)" "Zap One"                               | Tom De Rosier e Adam Henry      | Jared Bush                                                 | 30 de setembro de 2015 25 de dezembro de 2015                                                   | 119                | N/A                    |
| A História de origem de Penn é revelado em um flashback de seu primeiro dia de escola quando ele descobre que seus pais são heróis a tempo parcial, em vez de vendedores de seguros. |                                                                  |                                 |                                                            |                                                                                                 |                    |                        |
| 21 | "Salvando os Mundos (BR)" "Save the Worlds"                      | Tom De Rosier e Chuckles Austen | Jeff Poliquin                                              | 1 de outubro de 2015 17 de fevereiro de 2016                                                    | 121                | N/A                    |